# Tống Nho (tiến sĩ)
Tống Nho (chữ Hán: 宋儒; 1638-?), hiệu Hàn Hiên, là một nhà khoa bảng Việt Nam. Ông đỗ Tiến sĩ khoa Canh Tuất 1670, niên hiệu Cảnh Trị năm thứ 8, đời vua Lê Huyền Tông.
Ông còn có tên là Tống Sư Nho, người xã Tiên Mộc, huyện Nông Cống, phủ Tĩnh Gia, thuộc Thanh Hoa thừa tuyên (nay thuộc xã Triệu Sơn, tỉnh Thanh Hóa). Ông là cháu nội của Tiến sĩ Tống Sư Lộ. Năm Canh Tuất (1670), ông đỗ Đệ tam giáp Đồng tiến sĩ xuất thân, làm quan đến chức Tham chính Sơn Nam. Năm Chính Hòa thứ 12 (1691) đời vua Lê Hy Tông, ông và bạn đồng khoa là Tham chính Thái Nguyên Nguyễn Trí Trung bị biếm chức do triều đình liệt vào hạng hạ khảo khi khảo xét công trạng. Cùng bị biếm chức đợt này còn có Phủ doãn Nguyễn Đăng Tuân (Tiến sĩ khoa Quý Sửu 1673), Giám sát Vũ Duy Dương (Tiến sĩ khoa Ất Sửu 1685) và Tư huấn Nguyễn Quang Thọ (Tiến sĩ khoa Canh Thân 1680). Ngoài ra, còn có Tham chính Kinh Bắc Phạm Quang Trạch (Bảng nhãn khoa Quý Hợi 1683) do khảo xét công trạng của thuộc hạ không đúng sự thật, nên bị biếm làm đô cấp sự.
Con rể ông là Tiến sĩ Nguyễn Hiệu, đỗ Đệ tam giáp đồng Tiến sĩ xuất thân khoa Canh Thìn (1700) đời vua Lê Hy Tông.